# 优贵马兜铃
优贵马兜铃（学名：Aristolochia gentilis）是马兜铃科马兜铃属的多年生细弱草本植物，为中国的特有植物。分布于中国大陆的云南、四川，生长于海拔1,200米至1,400米的地区，见于岩石缝隙以及草丛中，目前尚未由人工引种栽培。

## 形态
叶片卵形至肾形; 花单生或2–3朵生于叶腋;舌片基部暗紫色, 向下延伸成3条近等宽的长条纹。